# Andrena mojavensis
Andrena mojavensis är en biart som beskrevs av Linsley och Macswain 1955. Andrena mojavensis ingår i släktet sandbin, och familjen grävbin. Inga underarter finns listade i Catalogue of Life.